# Andrásy Zoltán
Andrásy Zoltán (Nagyszeben, 1910. április 30. – Kolozsvár, 2006. január 1.) romániai magyar grafikus és festő.

## Életpályája, munkássága
Tanulmányait a kolozsvári Képzőművészeti Iskolában, majd a bukaresti Szépművészeti Akadémián végezte. Már főiskolás korában foglalkozott könyvgrafikával; a Pásztortűzben romániai magyar költők verseit illusztrálta. 1942-ben az Erdélyi Gazda alkalmazta rajzolónak. 1949-től a kolozsvári Ion Andreescu Képzőművészeti Főiskolán tanított, mint grafikus, majd mint tanszékvezető tanár. Számos kiváló grafikust és festőt nevelt, köztük Milan Alexandru Floriant, az erdélyi tájak kolozsvári festőjét, kinek munkáit a bukarestiek is igen kedvelték, Szabó Barnabás grafikusnak, muzeográfusnak is Andrásy Zoltán volt a mestere.
Közel száz irodalmi, ismeretterjesztő és politikai könyvhöz készített művészi címlapot és illusztrációkat. Megelevenítő erejének legszebb példái gyermek- és ifjúsági könyveknek, így Arany János: Tillaárom, haj! (Kv. 1942), Horváth István: Jegenye  (1949) és Zölderdő fia (1955), Kányádi Sándor: Kicsi legény, nagy tarisznya  (1969) és Hajdu Zoltán: Forróvizet a kopacnak (1971) c. köteteinek illusztrációi. Andrásy borítófedelével jelent meg a 48-as Erdély című emlékkönyv 1943-ban Kolozsvárt (Urházy György egy hasonló 1848-as könyvének borítófedele nyomán).
90 éves koráig rajzolt és festett, utolsó festménye Téli táj varjakkal című festménye a lehető leghidegebb színekben, ekkor már megérintette az elmúlás szele, de a kolozsvári művészeti élet eseményeit haláláig figyelemmel kísérte.

## Társasági tagság
- Koós Ferenc Kör
- Barabás Miklós Céh